# Demetilmenahinon metiltransferaza
Demetilmenahinon metiltransferaza (EC 2.1.1.163, -adenozil-L-metion---DMK metiltransferaza, demetilmenahinon C-metilaza, 2-heptaprenil-1,4-naftohinon metiltransferaza, 2-demetilmenahinon metiltransferaza, S-adenozil--metion:2-demetilmenahinon metiltransferaza) je enzim sa sistematskim imenom S-adenozil--metion:demetilmenahinon metiltransferaza. Ovaj enzim katalizuje sledeću hemijsku reakciju
demetilmenahinol + -adenozil-L-metionin {\displaystyle \rightleftharpoons } menahinol + -adenozil-L-homocistein
Ovaj enzim katalizuje zadnji korak menahinonske biosinteza.

## Literatura
- Nicholas C. Price; Lewis Stevens (1999). Fundamentals of Enzymology: The Cell and Molecular Biology of Catalytic Proteins (Third изд.). USA: Oxford University Press. ISBN 019850229X.
- Eric J. Toone (2006). Advances in Enzymology and Related Areas of Molecular Biology, Protein Evolution (Volume 75 изд.). Wiley-Interscience. ISBN 0471205036.
- Branden C; Tooze J. Introduction to Protein Structure. New York, NY: Garland Publishing. ISBN 0-8153-2305-0.
- Irwin H. Segel. Enzyme Kinetics: Behavior and Analysis of Rapid Equilibrium and Steady-State Enzyme Systems (Book 44 изд.). Wiley Classics Library. ISBN 0471303097.

## Spoljašnje veze
- Demethylmenaquinone+methyltransferase на 